# 达尔罕·罗桑丹巴日阿布杰
达尔罕·罗桑丹巴日阿布杰（1877年—1900年？）俗名巴雅尔陶格陶，蒙古族，内蒙古科尔沁左翼中旗人，第三世达尔罕活佛。

## 生平
生于清朝光绪三年（1877年），是科尔沁左翼中旗贵族根东扎布之子。7岁时，被迎请至莫力庙坐床。18岁时，赴拉萨色拉寺学经。24岁时，在拉萨圆寂。